# Парафія Успіння Пресвятої Діви Марії (Рудки)

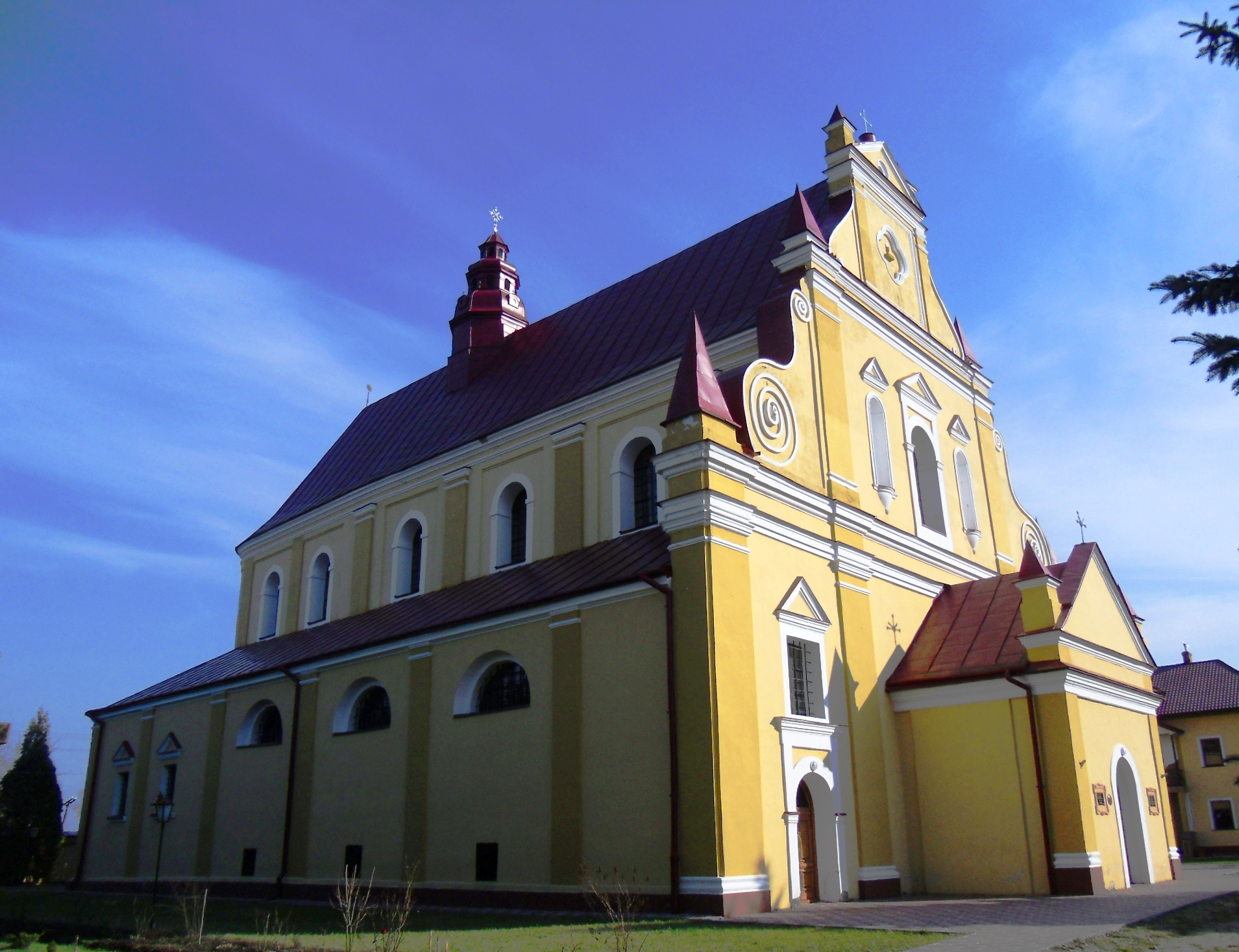

Парафія Успіння Пресвятої діви Марії в Рудках — входить до складу Городоцького деканату римо-католицької церкви у Львівській архідієцезії.
Парафія була утворена в 1400 році; кам'яний храм був збудований в 1728 році, а його освячення відбулося в 1741 році. Входила до складу Перемишльської дієцезії РКЦ. 2 липця 1921 році єпископ Йосиф Себастьян Пельчар провів обряд короції чудотворної ікони (образу) Рудківської Божої Матері.
З Рудок походил священик Збігнєв Хімяк — природжений 13 лютого 1912 році, гімназію закінчив у м. Самбір, на священика висвячений у Перемишлі в 1936 році, в роки 1936-1938 вікарій у Маркову, в 1938 році вікарій уЯвірніку Польской, в 1938—1942 роки вікарій, у Сталях, у 1942—1945 роки настоятель у с. Молодич, потім у 1945 році організував новий прихід у Горицях, і в 1945—1950 роки був настоятелем у Горицях, в 1950—1960 роки настоятель у Хартіє, а у період 1960—1982 настоятель у Шувську. Померл в 1989 році у Шувську.
Після відновлення Львівської архієдіцезії в 1991 році почалася організація території і парафії. 2 липня 2003 року був закладений Храм Рудківської Богоматері, в 2013 року парафія належить до Городоцького Деканату.